# Моби
Ричард Мелвил Хол (на английски: Richard Melville Hall), известен под артистичния си псевдоним Моби (на английски: Moby), е американски музикант, композитор, певец и диджей. Повече от 20 милиона копия от албумите на Моби са продадени по целия свят.

## Биография
Моби завоюва слава като автор на електронна музика, като представител на веганския начин на живот и като защитник на правата на животните. Онлайн медията Олмюзик го нарежда като един от най-важните денс музикални личности от началото на 90-те, който съдейства за популяризирането на музиката сред масите във Великобритания и Америка.
Привлича вниманието на обществеността в началото на 90-те, благодарение на работата му в денс музиката, където експериментира в техно и брейкбийт хардкор жанровете. Петият му студиен албум е повлиян от електрониката и хаус музиката и носи името Play (1999). От него са продадени 6000 бройки само през първата седмица след пускането му на пазара, а при навлизането му в класациите от началото на 2000 година, той става внезапен хит, произвеждайки осем сингъла и носейки 10 милиона копия по цял свят. През 2002 г. той е последван от новия албум, 18, който също носи успехи, и от него са продадени 5 милиона копия; критиката е като цяло благоприятно настроена, макар че някои го критикуват заради приликата му с Play.
Следващият му голям запис е Hotel, който е като цяло жизнерадостен и излиза извън рамките на стила му. В него, за разлика от предишните му творби, са събрани повече рок елементи и албумът понася смесени рецензии. От него са продадени 2 милиона екземпляра по цял свят. Last Night (2008) е с денс влияния, а той се връща към даунтемпо електрониката от Play и 18 с Wait for Me, с преобладаващи ембиънт елементи, който намира по-силна критическа опора и умерени продажби, както и Destroyed от 2011 г. Последният албум на Моби се нарича Innocents и е издаден на 1 октомври 2013 г.
Моби има съавторство, продуциране и ремиксиране на песни за Майкъл Джексън, Дейвид Бауи, Дафт Пънк, Милен Фармер, Браян Ино, Пет Шоп Бойс, Бритни Спиърс, Ню Ордър, Пъблик Енеми, Гънс Енд Роузис, Металика, Саундгардън и други.
Първият концерт на Моби в България се състои на 13 август 2011 г. в рамките на четвъртото издание на музикалния фестивал Spirit of Burgas.

## Дискография

### Соло
- Moby (1992)
- Ambient (1993)
- Everything Is Wrong (1995)
- Animal Rights (1996)
- Play (1999)
- 18 (2002)
- Hotel (2005)
- Last Night (2008)
- Wait For Me (2009)
- Destroyed (2011)
- Innocents (2013)
- Long Ambients 1: Calm. Sleep. (2016)
- These Systems Are Failing (2016)
- More Fast Songs About the Apocalypse (2017)
- Everything Was Beautiful, and Nothing Hurt (2018)
- Long Ambients 2 (2019)
- All Visible Objects (2020)
- Live Ambients – Improvised Recordings Vol. 1 (2020)
- Reprise (2021)
- Ambient 23 (2023)
- Resound NYC (2023)
- Always Centered at Night (2024)

### Void Pacific Choir
- These Systems Are Failing (2016)
- More Fast Songs About the Apocalypse (2017)

## Видеография
- Play: The DVD (2001)
- 18 B Sides + DVD (2003)
- The Hotel Tour 2005 (2006)
- Go: The Very Best of Moby (2006)
- Go: A Film About Moby (2006)

## Личен живот
Моби е потомък на писателя Херман Мелвил, известен като автор на романа Моби Дик.
Моби води вегански начин на живот и е защитник на правата на животните.
Идентифицира се като хетеросексуален, но изпитва слаб интерес към романтичните връзки и предпочита да води самотен начин на живот. В периода 1996 – 2010 г. живее в родния си Ню Йорк, а след това се премества в Лос Анджелис.

## Фотография
Моби е фотограф от десетгодишна възраст. Чичо му е бил фотограф за The New York Times.
През 2011 г. Моби издава книгата Destroyed, със снимки от международните си турнета. Издаден е и албум със същото име през същата година.
Изложби
- Samuel Owen Gallery, Greenwich, Connecticut
- Kopeikin Gallery, Los Angeles, California
- Photo LA, Los Angeles, California
- Irvine Contemporary, Washington D.C
- CLIC Gallery, New York, New York
- Brooklyn Museum, New York, New York
- Art Basel, Miami, Florida
- Proud Camden, London, UK
- MADE Gallery, Berlin, Germany
- Galerie Alex Daniels, Amsterdam, Netherlands
- A&Gallery, Ghent, Belgium
- Colette, Paris, France
- Colombo Arte Exhibition, Milan, Italy
- L'Inde Le Palais, Bologna, Italy
- Palazzo Delle Esposizioni, Rome, Italy
- Werkstette, Copenhagen, Denmark
- Ivory Press, Madrid, Spain